# Nekrolog November 2002
Nekrolog
◄◄
| ◄
| 1998
| 1999
| 2000
| 2001
| 2002 | 2003 | 2004 | 2005 | 2006 | ► | ►►
Januar |
Februar |
März |
April |
Mai |
Juni |
Juli |
August |
September |
Oktober |
November |
Dezember 2002
Weitere Ereignisse | Allgemeiner Nekrolog 2002
Die Beschreibung der verstorbenen Person sollte so kurz wie möglich gehalten sein und nur deren signifikante Tätigkeit(en) enthalten.
Neue Namen ggf. auch unter dem Geburts- und Sterbedatum, also etwa unter 1. Januar und im Geburts- und Sterbejahr (2024) eintragen (nur bei entsprechender großer Wichtigkeit). Für Beispiele siehe die schon vorhandenen Artikel.
Außerdem über die fünf zuletzt Verstorbenen, zu denen es einen ausreichend guten Artikel für eine Präsentation auf der Hauptseite gibt, nach der todesbedingten Überarbeitung der Artikel ggf. auch unter Wikipedia Diskussion:Hauptseite informieren und sie am besten auch in den anderen Wikipedia-Sprachversionen eintragen. Tipp: Regelmäßig bei news.google.de nach „ist tot“, „gestorben“ oder „verstorben“ suchen.
Wenn eine Person gestorben ist, gibt es viele Seiten zu dieser Person in der Wikipedia, die davon auch betroffen sind und entsprechend aktualisiert werden müssen. Beispiele: Namenübersichtsseite, Geburtsjahr, Geburtsort-Seiten und viele mehr.
Wie finde ich die betroffenen Seiten?
Im Suchfeld auf der linken Seite gibt man den Suchbegriff so ein: „Vorname Nachname“. Dann klickt man auf Volltext und alle Seiten mit entsprechendem Suchtext werden aufgerufen. Hier sieht man dann schnell, wo auch das Todesjahr Sinn macht oder sogar ein Teil des Artikels angepasst werden muss. Auch hilft das „Werkzeug“ auf der linken Seite sehr gut, um solche Seiten aufzufinden: „Links auf diese Seite“. Somit ist die Wikipedia wieder aktuell in allen Bereichen! Hinweis: bei Eintragung der Kategorie „Gestorben JAHR“ wird der Missbrauchsfilter 49 ausgelöst, was jedoch nicht schlimm ist. Siehe: Spezial:Missbrauchsfilter/49
Dies ist eine Liste von im November 2002 verstorbenen bekannten Persönlichkeiten. Die Einträge erfolgen innerhalb der einzelnen Daten alphabetisch sortiert. Tiere sind im Nekrolog für Tiere zu finden.

## November
| Tag          | Name                                                      | Beruf, bekannt als                                                                                              | Alter | Beleg |
| ------------ | --------------------------------------------------------- | --- | ----- | ----- |
| 1. November  | Barbara Abney-Hastings, 13. Countess of Loudoun           | britische Peeress und Politikerin                                                                               | 83    |       |
| 1. November  | Ekrem Akurgal                                             | türkischer Klassischer Archäologe                                                                               | 91    |       |
| 1. November  | Israel Amir                                               | israelischer Luftwaffenkommandeur                                                                               | 99    |       |
| 1. November  | Charlotte Bergemann                                       | deutsche Politikerin (SPD), MdA                                                                                 | 87    |       |
| 1. November  | Hans Budde                                                | deutscher Architekt                                                                                             | 82    |       |
| 1. November  | Käte Jaenicke                                             | deutsche Schauspielerin                                                                                         | 79    |       |
| 01. November | Konrad Quillmann                                          | deutscher Bildhauer, Keramiker, Zeichner und Publizist                                                          | 66    |       |
| 1. November  | Keith A. Wester                                           | US-amerikanischer Tontechniker                                                                                  | 62    |       |
| 2. November  | Richard Brinkmann                                         | deutscher Germanist                                                                                             | 81    |       |
| 2. November  | Horst Geckeler                                            | deutscher Romanist und Sprachwissenschaftler                                                                    | 67    |       |
| 2. November  | Robert Haslam, Baron Haslam                               | britischer Ingenieur und Industrieller                                                                          | 79    |       |
| 2. November  | Jan Hulsker                                               | niederländischer Kunsthistoriker                                                                                | 95    |       |
| 2. November  | Lo Lieh                                                   | chinesischer Schauspieler                                                                                       | 63    |       |
| 2. November  | Tonio Selwart                                             | deutscher Schauspieler                                                                                          | 106   |       |
| 2. November  | Charles Sheffield                                         | US-amerikanischer Mathematiker, Physiker und Autor                                                              | 67    |       |
| 3. November  | Ulrika Babiaková                                          | slowakische Astronomin und Asteroidenentdeckerin                                                                | 26    |       |
| 3. November  | Lonnie Donegan                                            | britischer Skiffle-Musiker                                                                                      | 71    |       |
| 3. November  | Jonathan Harris                                           | US-amerikanischer Schauspieler und Synchronsprecher                                                             | 87    |       |
| 3. November  | Hildegard Grube-Loy                                       | deutsche Aquarellmalerin                                                                                        | 86    |       |
| 3. November  | Raimund Hinkel                                            | österreichischer Schriftsteller                                                                                 | 78    |       |
| 3. November  | Torsten Lindqvist                                         | schwedischer Pentathlet                                                                                         | 76    |       |
| 3. November  | Dirk Schneider                                            | deutscher Politiker (Die Grünen und PDS), MdA, MdB, inoffizieller Mitarbeiter der DDR-Staatssicherheit          | 63    |       |
| 4. November  | Raoul Diagne                                              | französischer Fußballspieler                                                                                    | 91    |       |
| 4. November  | Antonio Margheriti                                        | italienischer Filmregisseur                                                                                     | 72    |       |
| 4. November  | Hans-Karl Paetzold                                        | deutscher Geophysiker und Direktor des Instituts für Geophysik und Meteorologie der Universität zu Köln         | 86    |       |
| 4. November  | Arno Pagel                                                | deutscher Theologe                                                                                              | 88    |       |
| 4. November  | Jerry Sohl                                                | US-amerikanischer Drehbuchautor und Schriftsteller                                                              | 88    |       |
| 4. November  | Harald Thiel                                              | deutscher Künstler, Maler und Grafiker                                                                          | 71    |       |
| 4. November  | Henning Wilcke                                            | deutscher Generalmajor der Luftwaffe der Bundeswehr                                                             | 95    |       |
| 5. November  | Gunnar Almstedt                                           | schwedischer Jazz-Bassist                                                                                       | 76    |       |
| 5. November  | Marc Bonnefous                                            | französischer Diplomat                                                                                          | 78    |       |
| 5. November  | Ansley J. Coale                                           | US-amerikanischer Demograph                                                                                     | 84    |       |
| 5. November  | Raymond Dasmann                                           | US-amerikanischer Naturschutzbiologe, Professor für Ökologie und Gründer des Biosphären-Programms der UNESCO    |       |       |
| 5. November  | Billy Guy                                                 | US-amerikanischer Musiker, Basssänger der Coasters                                                              | 66    |       |
| 5. November  | Wolf-Dieter Hugelmann                                     | österreichischer Journalist, PR-Berater                                                                         |       |       |
| 5. November  | Johannes Kalisch                                          | deutscher Historiker und Professor an der Universität Rostock                                                   | 73    |       |
| 5. November  | Helga Philipp                                             | österreichische Künstlerin                                                                                      | 63    |       |
| 5. November  | Arthur Winfree                                            | US-amerikanischer theoretischer Biologe                                                                         | 60    |       |
| 6. November  | Folke Frölén                                              | schwedischer Vielseitigkeitsreiter                                                                              | 94    |       |
| 6. November  | Valentin Inzko sen.                                       | österreichischer Slawist, Pädagoge und Politiker                                                                | 79    |       |
| 6. November  | Roman Kunsman                                             | russisch-israelischer Musiker des Jazz und Klezmer                                                              | 60    |       |
| 6. November  | Michel Majerus                                            | luxemburgischer Bildhauer und Maler                                                                             | 35    |       |
| 6. November  | Sid Sackson                                               | US-amerikanischer Spieleautor                                                                                   | 82    |       |
| 6. November  | Hans Schirmer                                             | deutscher Diplomat                                                                                              | 91    |       |
| 6. November  | Stefan Wagner                                             | österreichischer Fußballspieler                                                                                 | 89    |       |
| 7. November  | Rudolf Augstein                                           | deutscher Journalist, Verleger, Publizist und Politiker (FDP), MdB                                              | 79    |       |
| 7. November  | Hilary J. Bader                                           | US-amerikanische Drehbuchautorin                                                                                | 50    |       |
| 7. November  | Eduard Boëtius                                            | deutscher Luftschiffer, war eines der letzten überlebenden Mitglieder der Mannschaft des abgestürzten Luftsc... |       |       |
| 7. November  | Ivo Chlupáč                                               | tschechischer Geologe und Paläontologe                                                                          | 70    |       |
| 7. November  | Charles Hambro, Baron Hambro                              | britischer Bankier und konservativer Politiker                                                                  | 72    |       |
| 7. November  | Peter Reuter                                              | deutscher Maler und Porträtist                                                                                  | 66    |       |
| 7. November  | Tino Sabbadini                                            | französischer Radrennfahrer                                                                                     | 74    |       |
| 8. November  | Manfred Beutner                                           | deutscher Offizier, zuletzt im Dienstgrad eines Obersts der Bundeswehr                                          | 88    |       |
| 8. November  | Herbert Kessler                                           | deutscher Jurist, Philosoph und Schriftsteller                                                                  | 83    |       |
| 8. November  | Michael Millner                                           | österreichischer Pädiater, Neuropädiater, Kinder- und Jugendpsychiater und Musiker                              |       |       |
| 08. November | Tove Nielsen                                              | dänische Schwimmerin                                                                                            | 85    |       |
| 8. November  | Rudolf Noelte                                             | deutscher Fernseh-, Theater- und Opernregisseur                                                                 | 81    |       |
| 8. November  | Zoé Oldenburg                                             | französische Schriftstellerin, Historikerin und Malerin                                                         | 86    |       |
| 8. November  | Jack Solomon                                              | US-amerikanischer Tontechniker                                                                                  | 89    |       |
| 8. November  | Edwin Westenberger                                        | deutscher Fußballspieler                                                                                        | 54    |       |
| 9. November  | Adrian Aeschbacher                                        | Schweizer Pianist                                                                                               | 90    |       |
| 9. November  | Billy Baxter                                              | schottischer Fußballspieler und -trainer                                                                        | 78    |       |
| 9. November  | Jacques Pierre Dupont                                     | französischer Diplomat                                                                                          | 73    |       |
| 9. November  | Merlin Santana                                            | US-amerikanischer Filmschauspieler und Musiker                                                                  | 26    |       |
| 9. November  | Heinrich Schiemann                                        | deutscher Wissenschaftsjournalist                                                                               | 86    |       |
| 9. November  | William Schutz                                            | US-amerikanischer Psychologe, Psychotherapeut und Autor                                                         | 76    |       |
| 9. November  | Eusebio Tejera                                            | uruguayischer Fußballspieler                                                                                    | 80    |       |
| 9. November  | Dieter Trautwein                                          | deutscher evangelischer Theologe, Texter und Komponist                                                          | 74    |       |
| 10. November | Michel Boisrond                                           | französischer Filmregisseur und Drehbuchautor                                                                   | 81    |       |
| 10. November | Franco Fantasia                                           | italienischer Stuntman, Waffenmeister, Regieassistent und Schauspieler                                          | 78    |       |
| 10. November | Theo Uppenkamp                                            | deutscher Fußballspieler                                                                                        | 78    |       |
| 10. November | Gert Westphal                                             | deutscher Regisseur, Schauspieler und Rezitator                                                                 | 82    |       |
| 11. November | Egami Namio                                               | japanischer Archäologe                                                                                          | 96    |       |
| 11. November | Helmut Epheser                                            | deutscher Mathematiker                                                                                          | 85    |       |
| 11. November | Thomas Benjamin Fulton                                    | kanadischer römisch-katholischer Geistlicher und Bischof von Saint Catharines                                   | 84    |       |
| 11. November | Alois Lang                                                | österreichischer Politiker (SPÖ), Landtagsabgeordneter im Burgenland                                            | 76    |       |
| 11. November | Mario Mirabella Roberti                                   | italienischer Klassischer und Christlicher Archäologe                                                           | 93    |       |
| 11. November | Wolf Mittler                                              | deutscher Journalist und Radiomoderator                                                                         | 84    |       |
| 11. November | Adolf Sahala Rajagukguk                                   | indonesischer Generalleutnant                                                                                   | 64    |       |
| 11. November | Ulrich Sommerlatte                                        | deutscher Komponist, Arrangeur und Dirigent                                                                     | 88    |       |
| 11. November | Alberto Tenenti                                           | italienisch-französischer Historiker                                                                            | 78    |       |
| 11. November | Albert E. Wood                                            | US-amerikanischer Wirbeltier-Paläontologe und Hochschullehrer                                                   | 92    |       |
| 11. November | Yoo Young-kuk                                             | südkoreanischer Maler                                                                                           | 86    |       |
| 12. November | William Wallace Barron                                    | US-amerikanischer Politiker                                                                                     | 90    |       |
| 12. November | Clifford Frondel                                          | US-amerikanischer Mineraloge                                                                                    | 95    |       |
| 12. November | Otto Franz Geyer                                          | deutscher Geologe und Paläontologe                                                                              | 78    |       |
| 12. November | Lester Holtzman                                           | US-amerikanischer Jurist und Politiker                                                                          | 89    |       |
| 12. November | Johannes Kerkorrel                                        | südafrikanischer Sänger und Liedtexter                                                                          | 42    |       |
| 12. November | Werner Knapp                                              | deutscher Mediziner und Hochschullehrer                                                                         | 86    |       |
| 12. November | Raymond Augustin Chihiro Satō                             | japanischer Ordensgeistlicher, katholischer Bischof                                                             | 76    |       |
| 12. November | John Westbergh                                            | schwedischer Skisportler                                                                                        | 87    |       |
| 13. November | Frederick Valentine Atkinson                              | britischer Mathematiker                                                                                         | 86    |       |
| 13. November | Nancie Banks                                              | US-amerikanische Jazzsängerin, Arrangeurin, Bandleaderin und Kopistin                                           | 51    |       |
| 13. November | Gerhard Friedrich Basner                                  | deutscher Romanschriftsteller                                                                                   | 74    |       |
| 13. November | Erich Bender                                              | deutscher Chorleiter und Komponist                                                                              | 89    |       |
| 13. November | Bernardo Citterio                                         | italienischer Geistlicher und Weihbischof im Erzbistum Mailand                                                  | 94    |       |
| 13. November | Roland Hanna                                              | US-amerikanischer Jazz-Pianist und Komponist                                                                    | 70    |       |
| 13. November | Juan Schiaffino                                           | uruguayischer Fußballspieler                                                                                    | 77    |       |
| 14. November | Herma Blum                                                | deutsche Kunsthandweberin                                                                                       | 91    |       |
| 14. November | Eddie Bracken                                             | US-amerikanischer Schauspieler                                                                                  | 87    |       |
| 14. November | Stanisław Łojasiewicz                                     | polnischer Mathematiker                                                                                         | 76    |       |
| 14. November | René Meléndez                                             | chilenischer Fußballspieler                                                                                     | 73    |       |
| 14. November | Elena Nikolaidi                                           | griechisch-US-amerikanische Opernsängerin                                                                       | 93    |       |
| 15. November | Myra Hindley                                              | britische Serienmörderin                                                                                        | 60    |       |
| 15. November | Sylvia Holzmayer                                          | österreichische Opernsängerin und Schauspielerin                                                                | 62    |       |
| 15. November | Walter Kreck                                              | deutscher Theologe                                                                                              | 94    |       |
| 15. November | Kai Løvring                                               | dänischer Komiker, Schauspieler und Bauchredner                                                                 | 71    |       |
| 15. November | Fritz Martinz                                             | österreichischer Maler                                                                                          | 78    |       |
| 15. November | Geraldo María de Morais Penido                            | brasilianischer Geistlicher, Erzbischof von Aparecida                                                           | 84    |       |
| 15. November | Hans Reincke                                              | deutscher Fußballspieler und -trainer                                                                           | 80    |       |
| 15. November | Sohn Kee-chung                                            | japanischer Marathonläufer koreanischer Herkunft                                                                | 90    |       |
| 15. November | Hans Voelkner                                             | deutscher Geheimagent (DDR)                                                                                     | 74    |       |
| 16. November | Steve Durbano                                             | kanadischer Eishockeyspieler                                                                                    | 50    |       |
| 16. November | Robert Levi                                               | Schweizer Jurist                                                                                                | 81    |       |
| 16. November | Herbert Lüthy                                             | Schweizer Historiker                                                                                            | 84    |       |
| 16. November | Frank Smithies                                            | britischer Mathematiker                                                                                         | 90    |       |
| 17. November | Ray Avery                                                 | US-amerikanischer Jazz-Fotograf und Schallplattenhändler                                                        | 82    |       |
| 17. November | Abba Eban                                                 | israelischer Diplomat, Minister und Abgeordneter                                                                | 87    |       |
| 17. November | Leo P. Kelley                                             | US-amerikanischer Schriftsteller                                                                                | 74    |       |
| 17. November | Helmut Lindner                                            | deutscher Politiker (CDU), MdL                                                                                  | 75    |       |
| 17. November | A. J. McClung                                             | US-amerikanischer Politiker                                                                                     | 90    |       |
| 17. November | Ben Plucknett                                             | US-amerikanischer Diskuswerfer                                                                                  | 48    |       |
| 17. November | Hubert Roer                                               | deutscher Biologe, Entomologe, Fledermausforscher und Naturschützer                                             | 75    |       |
| 17. November | Adriaan Verhulst                                          | belgischer Historiker                                                                                           | 73    |       |
| 18. November | Bolot Bejschenaljew                                       | kirgisischer Schauspieler                                                                                       | 65    |       |
| 18. November | Klaus Bergmann                                            | deutscher Historiker und Geschichtsdidaktiker                                                                   | 64    |       |
| 18. November | James Coburn                                              | US-amerikanischer Filmschauspieler                                                                              | 74    |       |
| 18. November | Francesco De Martino                                      | italienischer Jurist und Politiker, Mitglied der Camera dei deputati                                            | 95    |       |
| 18. November | Eleanor von Erdberg                                       | deutsche Kunsthistorikerin und Spezialistin für ostasiatische Kunst                                             | 94    |       |
| 18. November | Kim Gallagher                                             | US-amerikanische Leichtathletin und Olympionikin                                                                | 38    |       |
| 18. November | Franz Köcher                                              | deutscher Altorientalist und Medizinhistoriker                                                                  | 85    |       |
| 18. November | Edith H. Luchins                                          | US-amerikanische Gestaltpsychologin und Mathematikerin                                                          | 80    |       |
| 18. November | Philippe Maté                                             | französischer Jazzmusiker (Saxophon, Komposition)                                                               |       |       |
| 18. November | Juliusz Wyrzykowski                                       | polnischer Film- und Theaterschauspieler                                                                        | 56    |       |
| 19. November | Rostislaw Kaischew                                        | bulgarischer physikalischer Chemiker                                                                            | 94    |       |
| 19. November | Gérard Laureau                                            | französischer Automobilrennfahrer und Unternehmer                                                               | 82    |       |
| 19. November | Otto Maychrzak                                            | deutscher Handballspieler                                                                                       | 75    |       |
| 19. November | Heinrich Mendelssohn                                      | israelischer Biologe und Naturschützer                                                                          | 92    |       |
| 19. November | Gertrud Meyer                                             | deutsche Widerstandskämpferin, Lebens- und Weggefährtin von Willy Brandt                                        | 88    |       |
| 19. November | André Roch                                                | Schweizer Alpinist, Bergführer, Skirennläufer, Lawinenschutzexperte und Autor                                   | 96    |       |
| 19. November | Peter Slodowy                                             | deutscher Mathematiker                                                                                          | 54    |       |
| 20. November | Kachi Assatiani                                           | sowjetisch-georgischer Fußballspieler, -trainer, Politiker und Manager                                          | 55    |       |
| 20. November | Norbert Boesche                                           | deutscher Autor, Verleger und Privathistoriker                                                                  | 43    |       |
| 20. November | Florian Dąbrowski                                         | polnischer Komponist und Musikpädagoge                                                                          | 89    |       |
| 20. November | Niddy Impekoven                                           | deutsche Tänzerin und Schauspielerin                                                                            | 98    |       |
| 20. November | Georg Körner                                              | deutscher Politiker (NSDAP, GB/BHE, FDP, FVP, DP, GDP, NPD), MdB                                                | 95    |       |
| 20. November | Baker Millian                                             | US-amerikanischer Jazzmusiker                                                                                   | 94    |       |
| 20. November | Dieter Rex                                                | deutscher Maler und Grafiker                                                                                    | 66    |       |
| 20. November | Gaby von Schönthan                                        | österreichische Schauspielerin und Schriftstellerin                                                             | 76    |       |
| 20. November | Andreas Staehelin                                         | Schweizer Historiker                                                                                            | 76    |       |
| 20. November | Ernst Wanner                                              | deutscher Maler                                                                                                 | 85    |       |
| 20. November | Donald E. White                                           | US-amerikanischer Geologe                                                                                       |       |       |
| 20. November | Arthur H. Wolf                                            | US-amerikanischer Filmproduzent, Filmregisseur und Drehbuchautor                                                | 85    |       |
| 21. November | Hadda Brooks                                              | US-amerikanische R&B- und Jazzpianistin, Sängerin und Komponistin                                               | 86    |       |
| 21. November | George Emslie, Baron Emslie                               | britisch-schottischer Jurist                                                                                    | 82    |       |
| 21. November | Heinz König                                               | deutscher Ökonom und Hochschullehrer                                                                            | 74    |       |
| 21. November | Günter Müggenburg                                         | deutscher Journalist der ARD                                                                                    | 76    |       |
| 21. November | Norihito Takamado                                         | japanischer Prinz                                                                                               | 47    |       |
| 22. November | Taswell Baird                                             | US-amerikanischer Jazzposaunist                                                                                 | 80    |       |
| 22. November | Beatrice Isabel de Borbón y Battenberg                    | spanische Adelige, Infantin von Spanien und Tante des spanischen Königs Juan Carlos I.                          | 93    |       |
| 22. November | Peter Herrmann                                            | deutscher Althistoriker und Epigraphiker                                                                        | 75    |       |
| 22. November | Adele Jergens                                             | US-amerikanische Schauspielerin                                                                                 | 84    |       |
| 22. November | Joseph Maier                                              | US-amerikanischer Soziologe                                                                                     | 91    |       |
| 22. November | Azra Quraishi                                             | pakistanische Botanikerin                                                                                       | 57    |       |
| 22. November | Jürgen Schwoerbel                                         | deutscher Limnologe, Professor der Biologie                                                                     | 72    |       |
| 23. November | Erna Bogen                                                | ungarische Florettfechterin                                                                                     | 95    |       |
| 23. November | Boudewijn Büch                                            | niederländischer Schriftsteller und Publizist                                                                   | 53    |       |
| 23. November | Anthony Chiminello                                        | italienischer Geistlicher, Bischof von Keetmanshoop                                                             | 64    |       |
| 23. November | Bobby Forrester                                           | US-amerikanischer Jazz- und Rhythm-&-Blues-Musiker                                                              | 54    |       |
| 23. November | Arnold Glatthard                                          | Schweizer Skifahrer, Bergführer und Politiker                                                                   | 92    |       |
| 23. November | Roberto Matta                                             | chilenischer Maler des Surrealismus                                                                             | 91    |       |
| 23. November | Elisabeth Specht                                          | deutsche evangelische Pfarrerin                                                                                 | 90    |       |
| 23. November | Johannes E. Vecchi                                        | argentinischer Ordensmann und Priester                                                                          | 71    |       |
| 24. November | Hortense Anne Louise Elisabeth Byvanck-Quarles van Ufford | niederländische Klassische Archäologin                                                                          | 95    |       |
| 24. November | Michail Petrowitsch Dewjatajew                            | sowjetischer Kampfflieger im Zweiten Weltkrieg                                                                  | 85    |       |
| 24. November | Mischa Ebner                                              | Schweizer Waffenläufer und Mörder                                                                               |       |       |
| 24. November | Richard Lazarus                                           | US-amerikanischer Psychologe, Stressforscher und Hochschullehrer                                                | 80    |       |
| 24. November | Wacław Mejbaum                                            | polnischer Philosoph                                                                                            |       |       |
| 24. November | Isabella Ploberger                                        | österreichische Filmarchitektin                                                                                 | 89    |       |
| 24. November | John Rawls                                                | US-amerikanischer Philosoph                                                                                     | 81    |       |
| 25. November | Charles E. Chamberlain                                    | US-amerikanischer Politiker                                                                                     | 85    |       |
| 25. November | John Drummond, 8. Earl of Perth                           | schottischer Peer, Banker und Politiker                                                                         | 95    |       |
| 25. November | Kid Dussart                                               | belgischer Boxer                                                                                                | 81    |       |
| 25. November | Woodrow Wilson Jones                                      | US-amerikanischer Jurist und Politiker                                                                          | 88    |       |
| 25. November | Karel Reisz                                               | tschechisch-britischer Regisseur                                                                                | 76    |       |
| 25. November | Eugene V. Rostow                                          | US-amerikanischer Rechtswissenschaftler und Autor                                                               | 89    |       |
| 25. November | Serge Alexander Scherbatskoy                              | US-amerikanischer Erfinder                                                                                      | 94    |       |
| 26. November | Wilhelm Bittorf                                           | deutscher Journalist und Filmemacher                                                                            |       |       |
| 26. November | Stanley Black                                             | britischer Komponist, Filmkomponist und Orchesterleiter                                                         | 89    |       |
| 26. November | Ruscha Deltschewa                                         | bulgarische Schauspielerin                                                                                      | 87    |       |
| 26. November | Erika Helmke                                              | deutsche Schauspielerin                                                                                         | 96    |       |
| 26. November | Isabel McLaughlin                                         | kanadische Malerin, Mäzenin und Philanthropin                                                                   | 99    |       |
| 26. November | Polo Montañez                                             | kubanischer Songschreiber und Sänger                                                                            | 47    |       |
| 26. November | Johannes Völling                                          | deutscher Bankmanager, Vorstandsvorsitzender der WestLB                                                         | 80    |       |
| 27. November | Billie Bird                                               | US-amerikanische Schauspielerin und Komikerin                                                                   | 94    |       |
| 27. November | Laurence J. Burton                                        | US-amerikanischer Politiker                                                                                     | 76    |       |
| 27. November | Ronald Gerard Connors                                     | US-amerikanischer Ordensgeistlicher, katholischer Bischof                                                       | 87    |       |
| 27. November | Werner Grothmann                                          | deutscher SS-Führer und Adjutant Heinrich Himmlers                                                              | 87    |       |
| 27. November | Federico Jorge Klemm                                      | tschechisch-argentinischer Künstler, Sammler, Multiplikator und Kunstkritiker, Mäzen und Unternehmer            | 60    |       |
| 27. November | Edwin L. Mechem                                           | US-amerikanischer Politiker (Republikanische Partei), Gouverneur von New Mexico, Senator für New Mexico         | 90    |       |
| 27. November | Wolfgang Preiss                                           | deutscher Schauspieler und Synchronsprecher                                                                     | 92    |       |
| 27. November | Robert W. Straub                                          | US-amerikanischer Politiker                                                                                     | 82    |       |
| 28. November | Melih Cevdet                                              | türkischer Schriftsteller                                                                                       | 87    |       |
| 28. November | Willi Eichin                                              | deutscher Kunstradsportler                                                                                      | 59    |       |
| 28. November | Yuri Galitzine                                            | britischer Kriegsberichterstatter                                                                               | 83    |       |
| 28. November | Dave Ray                                                  | US-amerikanischer Bluessänger und -Gitarrist                                                                    | 59    |       |
| 28. November | Bülent Tanör                                              | türkischer Rechtswissenschaftler                                                                                |       |       |
| 28. November | Dietrich Tuschy                                           | deutscher Admiralarzt                                                                                           | 83    |       |
| 29. November | Daniel Gélin                                              | französischer Schauspieler                                                                                      | 81    |       |
| 29. November | John Justin                                               | britischer Schauspieler bei Bühne, Film und Fernsehen                                                           | 85    |       |
| 29. November | René Turlay                                               | französischer Physiker                                                                                          |       |       |
| 29. November | Trui van Lier                                             | niederländische Widerstandskämpferin und Judenretterin                                                          | 88    |       |
| 29. November | Hans-Oskar Weber                                          | deutscher Bibliothekar                                                                                          | 82    |       |
| 29. November | Dieter W. Zygowski                                        | deutscher Höhlen- und Karstforscher                                                                             | 49    |       |
| 30. November | Bernhard Bechler                                          | deutscher Offizier der Wehrmacht und der NVA                                                                    | 91    |       |
| 30. November | Erdmut Bramke                                             | deutsche Malerin                                                                                                | 62    |       |
| 30. November | Hans Hartz                                                | deutscher Sänger und Liedermacher                                                                               | 59    |       |
| 30. November | Eduardo Picher Peña                                       | peruanischer römisch-katholischer Geistlicher, Militärerzbischof von Peru                                       | 82    |       |
| 30. November | Helmut Vidal                                              | deutscher Geologe                                                                                               | 83    |       |
| 30. November | George Burrell Woodin                                     | US-amerikanischer Wrestler                                                                                      | 68    |       |
| November     | Rómulo Aguerre                                            | uruguayischer Fotograf                                                                                          | 83    |       |
| November     | Nicholas Mukomberanwa                                     | simbabwischer Bildhauer                                                                                         |       |       |
| November     | Antonín Šponar                                            | tschechoslowakischer Skirennläufer                                                                              | 82    |       |
| November     | Karl Steinhuber                                           | österreichischer Kanute                                                                                         | 96    |       |
| November     | Francis Walter                                            | britischer Skilangläufer                                                                                        | 93    |       |